# Alex Warren
Alexander Warren Hughes, né le 18 septembre 2000 à Carlsbad, est un chanteur, auteur-compositeur, vidéaste web et influenceur américain. Il a été membre fondateur du groupe collaboratif TikTok The Hype House de 2019 à 2022. Il a commencé à faire de la musique de manière indépendante en 2021 avant de signer chez Atlantic Records l'année suivante. Son single de 2024 « Burning Down » issu de son premier album studio, You'll Be Alright, Kid (Chapter 1) (2024), a été sa première chanson à apparaître dans le classement Billboard Hot 100. Son single de 2025 « Ordinary » a dominé les charts dans plusieurs pays, dont l'Australie, le Canada et le Royaume-Uni.

## Biographie
Alexander Warren Hughes est né le 18 septembre 2000 à Carlsbad, en Californie, où il a également grandi. Il a deux sœurs et un frère. Son père meurt d'un cancer du rein lorsqu'il a neuf ans et sa mère, qui était alcoolique, l'a mis à la porte à 18 ans, le laissant sans abri et dormant fréquemment dans les voitures de ses amis. Elle meurt en 2021. 
Alex Warren commence à sortir avec Kouvr Annon, une ancienne membre de la Hype House qu'il a rencontré sur Snapchat, en 2018,. Elle déménage de son domicile familial à Hawaï pour vivre avec lui en Californie dans sa voiture. Le couple se fiance le soir du Nouvel An 2022 et se marie en juin 2024 à Escondido, en Californie,.
Il est catholique et déclare que ses chansons sont inspirées par la musique chrétienne contemporaine,.

## Carrière

### Réseaux sociaux
Alex Warren commence à faire des vidéos sur YouTube à l'âge de 10 ans et commence à publier du contenu axé sur le skateboard sur Instagram en mai 2015. Il est cofondateur et membre du collectif TikTok basé à Los Angeles, Hype House, dont il trouve le nom en novembre 2019,. À cette date, il a accumulé  plus de 600 000 abonnés sur sa chaîne YouTube, où il publie des vidéos à but humoristique filmées à la première personne, et 3,8 millions d'abonnés sur son compte TikTok. Début 2020, les utilisateurs des médias sociaux, en particulier les fans du YouTubeur David Dobrik, l'ont largement accusé d'avoir copié le style de vidéo, les manières et le rire de ce dernier,. 
Il est nommé pour le Streamy Award for First Person en 2020. Également en 2020, Alex Warren devient l'animateur du concours de téléréalité Next Influencer d' AwesomenessTV sur YouTube, dans laquelle les participants vivent dans une maison de contenu TikTok.
Alex Warren joue dans Hype House, la série de téléréalité de Netflix du nom du même collectif auquel il appartenait, qui est créée en janvier 2022,. Son rôle dans la série tournet principalement autour de ses luttes pour maintenir sa popularité sur les réseaux sociaux et de ses tentatives pour y parvenir à travers ses vidéos de farces, notamment en organisant un faux mariage avec Annon,. Début 2022, sa chaîne YouTube compte plus de 2,6 millions d'abonnés, tandis que son compte TikTok en compte 14 millions. 
Il quitte cependant la Hype House en 2022, qui se dissout plus tard dans l'année. Il déclare plus tard qu'il y a eu une « brouille » au sein du collectif et qu'il n'a pas été payé pour ses contributions. Également en 2022, il créé le podcast Locked in with Alex Warren,. En 2024, il compte plus de 16,3 millions d'abonnés sur TikTok.

### Musique
Alex Warren cite Justin Bieber et Shawn Mendes comme sources d'inspiration dans sa décision de devenir musicien et cite également Benson Boone et David Kushner comme influences sur sa musique,. En juin 2021, il sort en indépendant son premier single, One More I Love You, qu'il a commencé à écrire à l'âge de 13 ans à propos de la mort de son père,. Ce dernier est suivi par les singles Screaming Underwater, sorti en septembre de la même année, et Remember Me Happy. 
En août 2022, il signe un contrat d'enregistrement avec Atlantic Records et commence à travailler sur une docu-série autoproduite, I Hope You're Proud, relatant la période précédant sa signature. Son premier single sur le label, Headlights, sort le mois suivant. 
Ses singles Give You Love, Change Your Mind et Chasing Shadows sortent respectivement en juin, juillet et décembre 2023,.
En février 2024, il sort le single Before You Leave Me, qui devient sa première entrée dans le UK Singles Chart au Royaume-Uni, culminant à la 80e place. Son single Save You a Seat, qui est utilisé dans plus de 144 000 vidéos TikTok fin 2024, fait ses débuts à la 11e place du classement Digital Song Sales de Billboard en avril 2024, sa première entrée dans un classement Billboard.
Son single Carry You Home sort lui en juin 2024. 
Carry You Home devient la deuxième chanson du chanteur à figurer dans les classements au Royaume-Uni, où elle culmine à la neuvième place du UK Singles Chart en avril 2025, et figure également dans les classements Pop Airplay, Adult Pop Airplay, Hot Rock ; Alternative Songs et Canadian Hot 100 de Billboard,. 
Il l'interprète notamment lors du Macy's Thanksgiving Day Parade cette année-là. 
Burning Down, single sorti en novembre 2024, est sa première chanson à apparaître dans le classement Billboard Hot 100, culminant à la 69e place en octobre,. La chanson atteint également la 28e place du UK Singles Chart en mars 2025. Un remix de la chanson avec Joe Jonas sort en décembre 2024. 
You'll Be Alright, Kid (Chapter 1), son premier album studio, sort le 27 septembre 2024.
En février 2025, Alex Warren sort le single Ordinary, rapidement devenu populaire sur TikTok. Le mois suivant, il l'nterpréte dans l'épisode de retrouvailles de la saison 8 de la série de télé-réalité Netflix Love Is Blind, qui est la première performance musicale de l'émission et conduit à une augmentation des écoutes de la chanson. Ordinary domine les charts dans plusieurs pays, dont l'Australie, le Canada et le Royaume-Uni, et entre dans le Hot 100 plus tard dans le mois,. 
Sa tournée internationale Cheaper Than Therapy débute en février 2025 et doit se poursuivre jusqu'en août 2025,,. 
En avril 2025, Alex Warren interpréte une collaboration à venir avec le chanteur américain Jelly Roll au Stagecoach Festival 2025, intitulée Bloodline. Le single sort finalement le 22 mai 2025.

## Discographie

### Albums studio
| Titre                  | Détails | Meilleur classement | Meilleur classement | Meilleur classement | Meilleur classement | Meilleur classement | Meilleur classement | Meilleur classement | Meilleur classement | Meilleur classement | Meilleur classement | Certifications                       |
| Titre                  | Détails | États-Unis          | Australie           | Belgique (Flandres) | Canada              | Irlande             | Pays-Bas            | Norvège             | Nouvelle-Zélande    | Suède               | Royaume-Uni         | Certifications                       |
| ---------------------- | --- | ------------------- | ------------------- | ------------------- | ------------------- | ------------------- | ------------------- | ------------------- | ------------------- | ------------------- | ------------------- | ------------------------------------ |
| You'll Be Alright, Kid | - Date de sortie : 27 septembre 2024 - Label : Atlantic Records - Formats : Téléchargement numérique, streaming | 17                  | 15                  | 8                   | 6                   | 6                   | 3                   | 1                   | 7                   | 3                   | 9                   | - BPI : Argent - MC : Or - NVPI : Or |

### Singles
| One More I Love You                                                           | 2021 | —  | —  | —  | —  | —  | —  | —  | —  | —  | —  | | Single                             |
| Screaming Underwater                                                          | 2021 | —  | —  | —  | —  | —  | —  | —  | —  | —  | —  | |                                    |
| Remember Me Happy                                                             | 2021 | —  | —  | —  | —  | —  | —  | —  | —  | —  | —  | |                                    |
| Headlights                                                                    | 2022 | —  | —  | —  | —  | —  | —  | —  | —  | —  | —  | |                                    |
| Chasing Shadows                                                               | 2022 | —  | —  | —  | —  | —  | —  | —  | —  | —  | —  | | You'll Be Alright, Kid (Chapter 1) |
| Give You Love                                                                 | 2023 | —  | —  | —  | —  | —  | —  | —  | —  | —  | —  | | Single                             |
| Change Your Mind                                                              | 2023 | —  | —  | —  | —  | —  | —  | —  | —  | —  | —  | |                                    |
| How Could You (Be OK)                                                         | 2023 | —  | —  | —  | —  | —  | —  | —  | —  | —  | —  | |                                    |
| Yard Sale                                                                     | 2023 | —  | —  | —  | —  | —  | —  | —  | —  | —  | —  | | You'll Be Alright, Kid (Chapter 1) |
| Before You Leave Me                                                           | 2024 | —  | —  | 10 | —  | 41 | 35 | 10 | —  | 34 | 81 | - ARIA: Platine - BPI: Argent - BRMA: Or - MC: Platine - NVPI: Platine                                   | You'll Be Alright, Kid (Chapter 1) |
| Save You a Seat                                                               | 2024 | —  | —  | —  | —  | 89 | —  | 26 | —  | 70 | 93 | - MC: Or                                                                                                 | You'll Be Alright, Kid (Chapter 1) |
| Carry You Home(solo ou featuring Ella Henderson)                              | 2024 | —  | 20 | 6  | 56 | 7  | 13 | 28 | 19 | 46 | 9  | - RIAA: Or - ARIA: 2× Platine - BPI: Platine - BRMA: Or - MC: 2× Platine - NVPI: Platine - RMNZ: Platine | You'll Be Alright, Kid (Chapter 1) |
| Troubled Waters                                                               | 2024 | —  | —  | —  | —  | —  | —  | —  | —  | —  | —  | | You'll Be Alright, Kid (Chapter 1) |
| Burning Down(solo ou featuring Joe Jonas)                                     | 2024 | 69 | 47 | 5  | 44 | 21 | 18 | 15 | 31 | 73 | 23 | - ARIA: Or - BPI: Argent - MC: Platine                                                                   | You'll Be Alright, Kid (Chapter 1) |
| Ordinary                                                                      | 2025 | 2  | 1  | 2  | 1  | 1  | 1  | 1  | 1  | 2  | 1  | - ARIA: Platine - BPI: Platine - MC: Platine                                                             | You'll Be Alright, Kid (Chapter 1) |
| Bloodline(avec Jelly Roll)                                                    | 2025 | —  | —  | —  | —  | —  | —  | —  | —  | —  | —  | | Single                             |
| "—" indique les singles qui ne sont pas rentrés dans les classements du pays. |      |    |    |    |    |    |    |    |    |    |    | |                                    |

### Autres chansons classées
| Titre                         | Année | Meilleur classement | Album                              |
| Titre                         | Année | Nouvelle-Zélande    | Album                              |
| ----------------------------- | ----- | ------------------- | ---------------------------------- |
| Catch My Breath               | 2024  | 17                  | You'll Be Alright, Kid (Chapter 1) |
| You'll Be Alright, Kid        | 2024  | 23                  | You'll Be Alright, Kid (Chapter 1) |
| Burning Down (Alex's Version) | 2024  |                     |                                    |